# فطيرة الجوز
فطيرة الجوز أو كاريدوبيتا (باليونانية: Καρυδόπιτα)‏ هي نوع من أنواع الحلوى اليونانية تُصنع من الجوز وتُغطى بالقطر. اسمها مركب من كلمتين هما «كاريدو» (كلمة جوز باليونانية) و«بيتا» (كلمة فطيرة باليونانية).
هناك عدة أنواع لهذه الحلوى، مع وجود مكونات فريدة لكل نوع منها من القطر والكعك. بعض المكونات الاضافية (ليس جميعها) هي: قشر البرتقال، القرنفل، السكر البُني، الرُّم، والكونياك.
فطيرة الجوز هي من أكثر أنواع الحلوى المصنوعة والمقدمة مِثلُها مِثلُ الخبز والفطائر المقلية. من الحلويات الشائعة من هذا الطراز أيضًا الشعيبيات، والكنافة، وفطيرة اللوز.